# Los que construyen el porvenir
Los que construyen el porvenir (明日を創る人々 Asu o tsukuru hitobito?) es una película dramática japonesa de 1946 dirigida por Akira Kurosawa, Hideo Sekigawa y Kajirō Yamamoto (quien también fue coguionista).

## Sinopsis
Las hermanas Chieko, guionista de cine que trabaja en un gran estudio cinematográfico, y Aiko, bailarina de revista, son hijas de un padre antisindicalista llamado Gintarō. Cuando los trabajadores de una empresa ferroviaria, incluido el subarrendatario de la familia, Seizo, se declaran en huelga, Chieko y sus compañeros de trabajo demuestran su solidaridad y convocan también una huelga para lograr la seguridad financiera del personal del estudio cinematográfico. Mientras tanto, Aiko y su grupo de baile deciden organizarse para oponerse al malvado director de escena del teatro. Cuando despiden a Gintarō junto con un gran grupo de empleados de su empresa, finalmente abandona su reticencia y se une a los sindicalistas, impresionado por su seriedad.

## Elenco
- Susumu Fujita como Fujita
- Hideko Takamine como Takamine
- Kenji Susukida como Gintarō Okamoto, padre
- Masayuki Mori como Seizō Hori, chofer
- Chieko Takehisa como Kin Okamoto, madre
- Takashi Shimura como director del teatro
- Yonosuke Toba como el colega de Okamoto
- Masao Shimizu como el jefe de sección
- Hyō Kitazawa como el director
- Chieko Nakakita como Yoshiko
- Mitsue Tashibana como Aiko

## Antecedentes
La película fue producida para ilustrar el propósito del sindicato de trabajadores en los estudios cinematográficos Toho, ya que las Fuerzas Aliadas respaldaron la formación de sindicatos como parte del proceso de democratización durante la ocupación de Japón posterior a la Segunda Guerra Mundial. Las estrellas del estudio Toho, Hideko Takamine y Susumu Fujita, aparecen interpretándose a sí mismos.
Como resultado de la primera huelga del sindicato de trabajadores de Toho en marzo de 1946, se creó un comité de administración de la producción, lo que permitió al sindicato participar en la toma de decisiones. Por sugerencia de la Sección de Información y Educación Civil de las Fuerzas Aliadas, el sindicato planificó la película, se produjo en una semana y se estrenó el Día Internacional de los Trabajadores, cuya celebración había estado prohibida en Japón desde 1936.
Parece que Akira Kurosawa se vio obligado por los estudios Toho a hacer esta película en contra de su voluntad, con quienes tenía contrato en ese momento (afirma que su parte de la película se rodó en sólo una semana). Kurosawa más tarde se distanció de la película, llamándola «un excelente ejemplo de por qué una película hecha por un comité no es buena» y muchas veces no se cuenta con las otras treinta películas que hizo, aunque sí se menciona en algunas de las filmografías del director, además no la mencionó en su autobiografía.

## Recepción
La recepción de la película tanto por parte de la crítica especializada como del público no fue positiva. Kyuichi Tokuda, presidente del Partido Comunista de Japón, calificó la película como «demasiado intelectualizada y poco interesante».
En 2004 la película se proyectó como parte de una retrospectiva sobre la actriz Hideko Takamine en el Museo Nacional de Arte Moderno de Tokio.